# Dago in the Sky
Dago in the Sky è un programma televisivo italiano che va in onda dal 2016 su Sky Arte.
Il programma, condotto da Roberto D'Agostino e arrivato alla quarta edizione, tratta di argomenti di attualità come il passaggio al mondo digitale e come questo stia influenzando e cambiando la società e la cultura, con l'intervento di alcuni ospiti.